# Las tres edades de la mujer
Las tres edades de la mujer es una pintura al óleo de 180 x 180 cm realizado en 1905 por el pintor austríaco Gustav Klimt. Se exhibe en la Galería Nacional de Arte Moderno de Roma, Italia. 
Es notable la decoración que Klimt, de acuerdo a los cánones del modernismo, diseñó para el fondo de la composición. 